# DOS Kampen
DOS Kampen (Door Oefening Sterk Kampen) is een amateurvoetbalclub uit het Overijsselse Kampen. DOS Kampen werd op 21 december 1926 opgericht. Zij wonnen tot op heden 3 maal de Afdelingstitel, 2 Kampioenschappen Zaterdagamateurs en 1 keer het Algeheel Landskampioenschap voor Amateurs. Het eerste herenteam van deze vereniging speelt in de Eerste klasse F zaterdag (2024/2025). Het laatste kampioenschap was in de Tweede Klasse zaterdag in het seizoen 2018/2019. Op 2 februari 2024 werd bekend dat oud speler van DOS en voormalig profvoetballer Jaap Stam vanaf het seizoen 2024/2025 de hoofdtrainer zal worden van het eerste elftal.

## Accommodatie
DOS Kampen speelt sinds 1972 op sportpark "De Maten". Het eerste speelveld bevond zich aan de Sint Nicolaasdijk te Kampen, waarna men in 1937 terecht komt in het Kamper Stadspark, op het legendarische terrein aan de Singel. Hier gebeurt het dat eenden uit de stadsgracht het veld betreden en waaraan DOS zijn bijnaam ontleent: "de Poelänten". Na de overgang richting sportpark De Maten steeg het ledenaantal enorm omdat de jeugd uit de nabij gelegen wijken zich aansloot bij de club.
De aanhang van DOS Kampen draagt de naam: Duck-Side en Ultras.
De club beschikt over vier wedstrijdvelden en twee aparte trainingsvelden.
Eind 2012 is het hoofdveld van DOS Kampen voorzien van een nieuw kunstgrasveld.
De hoofdtribune biedt plaats aan ca. 750 toeschouwers. Aan de overkant hiervan staat de overdekte staantribune die vernoemd is naar Jaap Stam.

## Geschiedenis
In het zaterdagvoetbal was de Tweede Klasse sinds de introductie in 1956 tot 1970 het hoogste amateurniveau. Aan de Singel wordt het seizoen 1962-1963 een hoogtepunt, door ongeslagen kampioen te worden in de Tweede Klasse C, toen nog de hoogste amateurklasse. Dan volgt de strijd om de zaterdagtitel, maar DOS moet haar meerdere erkennen in VV Noordwijk en SV Spakenburg. 
In het seizoen 1963-1964 wordt DOS tweede.
In de volgende seizoenen blijft DOS op het hoogste amateurniveau tot en met het seizoen 1969-1970. Daarna gaat DOS over naar de Tweede Klasse D en wordt derde in het seizoen 1970-1971.
DOS Kampen wordt in het seizoen 1976-1977 kampioen in de Tweede Klasse C en keert zodoende terug naar het hoogste amateurniveau.

### Periode 1981 - 1991
In het seizoen 1980-1981 wordt DOS Kampen kampioen op het hoogste plan in een beslissingswedstrijd tegen VV Bennekom.
Waar DOS het in 1963 niet lukte, wint men in een tweeluik met VV Noordwijk de zaterdagtitel bij de amateurs, (2-1 en 0-0).
De eerste wedstrijd om het algeheel kampioenschap tegen RKC Waalwijk lijkt DOS kansloos (5-2) voor de return, maar in Kampen wordt het (4-1).
Een beslissingswedstrijd is noodzakelijk geworden en wordt door RKC Waalwijk met (5-1) gewonnen.
Het volgende seizoen degradeert DOS zelfs uit de hoogste klasse, maar komt binnen een jaar weer terug op het hoogste niveau.
Het seizoen 1987-1988 wordt het grote succesjaar voor DOS.
Voor de derde maal wordt DOS afdelingskampioen in de toenmalige Eerste klasse B Eerste klasse (Nederlands amateurvoetbal), mede door overwinningen op BVV Barendrecht op 19 september 1987 (3-0) en uit bij RVVH op 16 april 1988 (0-3). Twee wedstrijden voor het einde van de competitie wordt het kampioenschap gewonnen in en tegen VV Heerjansdam, op 14 mei 1988 door een (0-1) overwinning.
De strijd om de zaterdagtitel wordt uitgevochten met IJsselmeervogels en VV Bennekom. Tijdens de laatste wedstrijd in Bennekom heeft DOS nog één punt nodig om voor de tweede keer de zaterdagtitel binnen te halen en dit lukt. Het wordt zelfs een memorabele wedstrijd. Bennekom leidt bij rust met 2-1 maar dit wordt ongedaan gemaakt en de stand is 2-3 in het voordeel van DOS. Bennekom toont veerkracht en buigt de achterstand weer om in een 4-3 voorsprong, maar kan niet voorkomen dat topscorer Jan Okke Koers zijn derde doelpunt maakt en de eindstand van (4-4) op het bord zet.
Tegen De Treffers moet DOS het opnemen voor het algeheel amateurkampioenschap. Het wordt twee keer (1-1) en DOS moet zich opmaken voor een nieuwe beslissingswedstrijd. Deze wedstrijd wordt gespeeld op neutraal terrein in Raalte.
DOS Kampen wint in Raalte met (2-1) en pakt de felbegeerde titel: algeheel amateurkampioen.
In het seizoen 1988-1989 wordt DOS uiteindelijk tweede in de competitie (Eerste Klasse C), met twee punten achterstand op kampioen SC Genemuiden. Men had hier uiteindelijk het beste doelsaldo maar greep naast een nieuwe afdelingstitel.  Aan het einde van seizoen 1989-1990 werd DOS zevende en in het seizoen 1990-1991 in de Eerste Klasse A eindigde DOS op een vijfde plaats.

### Periode 1992 - heden
Tijdens de seizoenen 1993-1994 tot en met 1995-1996 beleefde men op Sportpark de Maten ook mooie jaren.
Achtereenvolgens eindigde DOS hier respectievelijk op de tweede, zesde en derde plaats.
In seizoen 1993-1994 (toen nog Eerste Klasse C) had DOS onder andere een 7-0 thuisoverwinning op streekgenoot IJVV in de eerste wedstrijd van het seizoen, op zaterdag 4 september 1993. Op zaterdag 16 oktober 1993 werd een stevige nederlaag geleden in Harderwijk tegen VVOG. Uitslag (5-2). Tijdens de wedstrijd uit bij DETO Twenterand (voorheen DETO), op zaterdag 20 november 1993 zette DOS weer een mooie uitslag op het scorebord van (2-6). 
DOS werd dit seizoen tweede achter Asser Christelijke Voetbalvereniging, waar het vier wedstrijden voor het einde van de competitie nog 4 punten achterstand had, maar de titel aan ACV moest laten.
In het seizoen 1994-1995 werd DOS uiteindelijk zesde. Dat seizoen waren ook weer rijp voor historische wedstrijden mede door een (6-0) overwinning tegen SV Spakenburg op zaterdag 21 januari 1995. 
Het volgende seizoen werd een sterk jaar waarin DOS met (5-0) wist te winnen, in de altijd beladen derby, van SC Genemuiden, op zaterdag 11 november 1995. Na 26 speelronden eindigde DOS op de derde plaats, met 7 punten achterstand op kampioen SV Urk.
In 1996 speelt DOS de finale van de K.N.V.B.-beker van het district Oost, tegen DVC'26.
De finale vindt plaats in Bathmen en wordt door DOS met (2-1) in de verlenging verloren.
In 1992 degradeert DOS evenals in het jaar 1998. Beide keren keert men telkens na één jaar terug op het hoogste niveau. (Kampioen Eerste Klasse 1999).
In het jaar 2000 is degradatie opnieuw een feit en duurt het drie seizoenen voordat het verloren terrein weer wordt goedgemaakt. Op 31 mei 2003 wordt een promotie-/degradatiewedstrijd gespeeld op het veld van Flevo Boys in Emmeloord tegen ONS Sneek. DOS wint en keert terug in de Hoofdklasse. DOS weet zich dan vijf seizoenen te handhaven op het hoogste niveau maar degradeert opnieuw in 2008. Er volgen 7 seizoenen in de eerste klasse totdat het in het seizoen 2014-2015 degradeert naar de tweede klasse.
DOS speelde diverse oefenwedstrijden tegen buitenlandse voetbalclubs, waaronder op 10 juli 2003 tegen Sheffield Wednesday uit Engeland en op 25 mei 2004 tegen Boca Juniors uit Argentinië.
Op uitnodiging van DOS in het kader van een grote reünie werd op 7 juni 2008 nogmaals gespeeld tegen De Treffers, om de finale van 1988 centraal in het feest der herkenning te zetten. De wedstrijd eindigt in (8-2) in het voordeel van "oud" DOS.
Vanaf het seizoen 1977-1978 tot heden speelde DOS in totaal 25 seizoenen op het hoogste amateur niveau.
Op de ranglijst aller tijden vanaf 1970 tot de invoering van de Topklasse Zaterdag in 2010, eindigde DOS Kampen op de 28e plek.
Op 25 mei 2019 werd DOS Kampen voor het eerst in 19 jaar weer kampioen en keert het zodoende terug naar de Eerste Klasse D.
Op zaterdag 15 juni 2024 speelde DOS Kampen de finale om promotie naar de Eerste Klasse tegen S.V. Nieuwleusen. Deze werd door DOS met 1-2 gewonnen en zodoende promoveerde DOS naar de Eerste Klasse voor zaterdagamateurs. Vanaf het seizoen 2024/25 is oud-topvoetballer Jaap Stam er de hoofdtrainer.

## Bekende (oud-)spelers
Meerdere spelers van DOS Kampen hebben de overstap gemaakt naar het betaalde voetbal:
- Gerald van den Belt
- Henrico Drost
- Duncan van Moll
- Jeroen Drost
- Ype Hamming
- Dean Huiberts
- Jan Mulder
- Erik Rotman
- Jaap Stam
- Henri van der Vegt
- Oğuzhan Türk
- Thomas van den Belt
- Job ter Burg

## Voetbalschool
DOS Kampen beschikt sinds eind jaren 80 van de vorige eeuw over een eigen voetbalschool. Destijds opgestart onder het motto "van banjer tot kanjer". De voetbalschool is vooral bedoeld om kinderen in de leeftijd van 5 t/m 8 jaar kennis te laten maken met voetbal. Want zoals ze zeggen bij DOS, 'voetbal moet je leren spelen, en je kunt het leren door te spelen'. Tevens is de voetbalschool bedoeld voor het verkrijgen van wat extra training, zeker voor "potentiële talentjes". In het seizoen 2004-2005 won het team van DOS-Kampen (t/m 21 jaar) de Beltona Beloften Competitie. Hierdoor mocht men de Beltona Cup voor dat seizoen in ontvangst nemen.

## Prijzen
- Afdelingskampioenschap:
  - 1963, 1981, 1988
- Landskampioenschap Zaterdagamateurs:
  - 1981, 1988
- Algeheel Landskampioenschap:
  - 1988

## Competitieresultaten 1958–2025
| 1 4B |

| 4 3A |

| 5 3A |

| 3 |

| 3 |

| 1 2C |

| 2 2C |

| 6 2B |

| 4 2C |

| 4 2D |

| 9 2C |

| 4 2E |

| 9 2E |

| 3 2D |

| 3 2D |

| 4 2C |

| 7 2D |

| 4 2C |

| 4 2D |

| 1 2C |

| 6 1B |

| 2 1A |

| 9 1B |

| 1 1B |

| 13 1B |

| 2 2D |

| 13 1C |

| 8 1C |

| 5 1C |

| 2 1C |

| 1 1B |

| 2 1C |

| 7 1C |

| 5 1A |

| 12 1B |

| 1 2D |

| 2 1C |

| 6 1C |

| 3 1C |

| 11 C |

| 13 C |

| 1 1D |

| 14 C |

| 8 1D |

| 5 1D |

| 2 1D |

| 9 C |

| 12 C |

| 12 C |

| 9 C |

| 14 C |

| 5 1D |

| 10 1D |

| 12 1D |

| 10 1D |

| 6 1D |

| 8 1D |

| 14 1D |

| 10 2H |

| 4 2H |

| 3 2H |

| 1 2H |

| 9 1D |

| 4 1D |

| 11 1D |

| 11 1E |

| 3 2H |

| 7 1F |

| Hoofdklasse | Eerste klasse | Tweede klasse | Derde klasse | Vierde klasse |

*seizoenen 2020 en 2021 niet afgemaakt in verband met COVID-19
In elke staaf van de grafiek staat van boven naar beneden vermeld: 
- Eindnotering

Dit is de positie die de club heeft bereikt in de competitie, zonder eventuele beslissings-, play-off- of nacompetitiewedstrijden die nodig zijn geweest om bijvoorbeeld de kampioen van de competitie te bepalen.
Indien een * achter het getal staat is de notering een tussenstand en kan het zijn dat de notering niet overeenkomt met de uiteindelijke eindstand van de competitie.
Staat er een - dan is het seizoen nog bezig en is er geen definitieve uitslag bekend.
Staat er xx op de positie van de notering, dan heeft de club vroegtijdig de competitie verlaten. Dit kan onder andere komen door terugtrekking van het team, faillissement van de club of door een uitgedeelde straf van de KNVB. In veel gevallen staat elders in het artikel de reden vermeld.
Staat er een ? dan is het resultaat uit het verleden onbekend, en is alleen de competitie of het niveau bekend van dat seizoen.
In de seizoenen 2019/20 en 2020/21 werd wegens de coronacrisis het amateurvoetbal afgebroken. Daardoor kennen deze staven geen eindklassering (middels -- weergegeven).
- Competitieniveau en afdelingsletter of Officiële eindstand Eredivisie
  - Competitieniveau en afdelingsletter

Hierbij geeft het getal het niveau weer, dat ook terug te vinden is in de legenda. De letter is de afdelingsaanduiding en wordt gebruikt wanneer er meer afdelingen zijn op hetzelfde niveau. De afdelingsletter is altijd een hoofdletter en wordt meestal zonder nummer gebruikt.
Voorbeeld: 2F is niveau 2e klasse competitie F.
Het competitieniveau en nummer wordt niet vermeld wanneer er slechts één competitie van dit niveau was.
  - Officiële eindstand Eredivisie (getal staat tussen haakjes vermeld)

Sinds de introductie van play-offwedstrijden voor Europees voetbal na afloop van de reguliere competitie in 2005/06, is de KNVB verplicht een eindstand van de Eredivisie door te geven aan de UEFA aan de hand van deze play-offwedstrijden.
Bij deze eindstand staan clubs die zich hebben gekwalificeerd voor Europees voetbal hoger dan clubs die zich niet wisten te kwalificeren. Indien er geen verschil was tussen de eindnotering en de officiële eindstand, staat dit getal niet vermeld.

- Onderafdeling

Hier staat afgekort de naam van de onderafdeling indien de club in dat jaar in een onderafdeling uitkwam. Tevens staat deze afkorting in de legenda en wordt gelinkt naar het artikel over deze onderafdeling. Deze afkorting wordt alleen vermeld wanneer de club in het verleden in verschillende onderafdelingen heeft gespeeld. Deze vermelding is in de staaf altijd in kleine letters. Deze onderafdelingen zijn na het seizoen 1995/96 afgeschaft. Heeft de club in slechts één onderafdeling gespeeld, dan is dit alleen terug te vinden in de legenda.
Onder de staaf staat het jaartal vermeld waarin het seizoen is afgesloten. 15 verwijst naar het seizoen 2014/15 of eventueel het seizoen 1914/15.
Wanneer een staaf leeg is, zijn deze gegevens niet bekend. Het kan ook zijn dat de club dat seizoen niet heeft meegespeeld op het hogere amateurniveau, vroegtijdig de competitie heeft verlaten of uit de competitie is gezet.

In het seizoen 1944/45 was er wegens de Tweede Wereldoorlog geen regulier competitievoetbal.